# Халлос-Фарествейт, Камилла
	Камилла Хелен Халлос-Фарествейт (норв. Camilla Helene Hallås-Farestveit; род.5 декабря, 1989 года) — норвежская конькобежка; 2-кратная призёр чемпионата мира среди студентов, участница зимних Олимпийских игр 2014 года, 5-кратная призёр чемпионата Норвегии. 

## Биография
Камилла Фарествейт начала кататься на коньках в возрасте 8-ти лет в родном Бергене, когда её дядя привёл застенчивую девочку на день катания на коньках на ледовом катке. С 12 лет она наблюдала за норвежской конькобежкой-стайером Марен Хёугли, что вдохновило её сделать ставку на дистанции 3000 и 5000 м. Выступала за клуб "Bergen SK". В 2005 году выиграла три золотых медали на молодёжном чемпионате Норвегии и в категории юниоров выиграла "золото" на дистанции 3000 метров. Два следующих года Камилла выигрывала молодёжные чемпионаты в многоборье.
В 2007 году она получила травму голени, которая повлияла на её выступления в течение следующих пяти лет. В 2008 году она перенесла операцию, а её дедушка был отличным примером для подражания и помог ей пережить четыре года проблем с травмами. Но даже с этими проблемами она выиграла серебряную медаль на дистанции 5000 м на чемпионате Норвегии в 2010 году. В 2011 году работала с бывшей норвежской конькобежкой Эдель Терезе, чтобы преодолеть проблему.
В декабре 2012 года на 1-м чемпионате мира среди студентов в Закопане Камилла стала 2-й в забеге на 5000 м, а в 2013 году на национальном чемпионате выиграла "серебро" в забеге на 5000 метров и "бронзу" в многоборье. В сезоне 2013/14 она заняла 3-е место на чемпионате страны в забеге на 3000 метров и в многоборье, дебютировала на Кубке мира и участвовала на зимней Универсиаде в Трентино, где заняла 4-е место в командной гонке.
В январе 2014 года на дебютном чемпионате Европы в многоборье заняла 19-е место, а в феврале на зимних Олимпийских играх в Сочи Камилла заняла 7-е место в командной гонке преследования. Через месяц на чемпионате мира в Херенвене она заняла предпоследнее 21 место. В том году она решила завершить карьеру, однако возвращалась в сезоне 2016/17 и 2019/20, но только участвовала в соревнованиях на местном уровне.

## Личная жизнь
Камилла Фарествейт окончила Бергенский университет со степенью магистра в области физической активности в школьной среде. Также прошла заочное обучение в Спортивном колледже Университета Осло в области тренерской деятельности и менеджмента. Она получила образование в Норвежском университете естественных и технических наук. Изучает «Религию, общество и этику» — с опытом работы учителем физкультуры. С 2014 года в течение 5-ти лет была членом правления и тренером клуба "Bergen Skøyteklubb", а также была членом правления "Hordaland Skøytekrets" в течение 3-х лет. В течение 2-х лет входила в комитет Норвежской ассоциации конькобежцев. В 2019 году родила дочку Андреа. С 2020 года работает в Бергене тренером в клубе "Fana IL".